# Частная луна
«Частная луна» — арт-проект художника Леонида Тишкова — серия фотографий и световых инсталляций, каждая из которых описывает отдельную историю о человеке, который полюбил Луну и остался с ней на всю свою жизнь.

## Авторский сюжет
Леонид Тишков называет «Частную луну» визуальной поэмой, что рассказывает историю про человека, встретившего Луну и оставшегося с ней на всю жизнь. Многие фотографии проекта автор сопровождает поэтическими текстами, написанными белым стихом.
Первоначальный сюжет при создании проекта: человек увидел упавшую с небес живую Луну в верхнем мире, на чердаке своего дома. Луна пряталась от солнца в тёмном тоннеле, пугалась поездов, что проходили мимо, но теперь пришла в дом к человеку. Он покрывает Луну одеялом, пьёт с ней чай, угощает яблоками, а уже после выздоровления перевозит через тёмную реку на берег с лунными соснами. Затем человек спускается в нижний мир, а потом приходит назад, освещая путь личной Луной. Он пересекает границы миров, погружается в сон, становится мифологическим существом, которое живёт «в реальном мире как в волшебной сказке».

## История возникновения
Проект был создан художником Леонидом Тишковым изначально как световая инсталляция и впервые показан на фестивале «Арт-Клязьма» в 2003 году. В 2005 проект, включающий собрание фотографий, выполненных совместно с фотографом Борисом Бендиковым, был представлен в Мультимедиа Арт Музее в рамках биеннале «Мода и стиль в фотографии».
Леонид Тишков, по собственным словам, луну «заимствовал у сюрреалистов», первая инсталляция «Луна на дереве» вдохновлена картиной Рене Магритта «16 сентября 1956 года», где изображён месяц в кроне дерева. Тишков ссылается также на свой опыт художника-карикатуриста: «Когда-то у меня была карикатура: сидит человек за столом у открытого окна. Перед ним на тарелке лежит половинка луны. А вторая половина луны — в небе. И вот вымышленная история облекается плотью: луна спустилась ко мне с небес, она стала моей частной луной».

## Отзывы
Арт-журналист газеты «Коммерсантъ» Игорь Гребельников обращал внимание, что «незамысловатые ноктюрны» проекта разгоняют мрак, превращают будничное в сказку, создают уют в неожиданных местах. При этом романтичная сказочность проекта не столь однозначна: она в деталях высвечивает всё вокруг, «как бы возвращая нас на землю, к самим себе, к одиночеству, и эта драматическая нота с годами — проект до сих пор продолжается — становится отчетливее». Гребельников сравнивал луну Тишкова с планеткой «Маленького принца», маленькой, приручённой.
Ирэн Кукота из «The Art Newspaper Russia» заметил, что художник Леонид Тишков вполне заслужил именоваться «Тишков Lunaire». Ольга Кабанова (Ведомости) считала, что в проекте Тишков представил себя в роли «грустного лунного клоуна», а сама «Частная луна» волшебно сияет в жизненной прозе. Анастасия Каменская (РБК-Стиль) также отмечала, что луна хорошо вписана в контекст действительности, а мечтательность соединяется с ироничностью.
Искусствовед Анна Панченко писала про проект: «у каждого есть своя небольшая личная луна, которая освещает путь во тьме». Психолог Алесандр Копытин полагал, что проект про связь человека с природой.